# Adriosaurus
L'adriosauro (gen. Adriosaurus) è un rettile estinto, appartenente agli squamati. Visse all'inizio del Cretaceo superiore (Cenomaniano – Turoniano, circa 88 milioni di anni fa) e i suoi resti sono stati ritrovati in Slovenia.

## Descrizione
Lungo meno di un metro, questo animale era simile ad una lucertola dal corpo allungato. L'Adriosauro possedeva una serie di caratteristiche adatte all'ambiente acquatico: narici interne, vertebre e costole ispessite (pachiostosi) e articolazioni accessorie sulle vertebre presacrali. Le zampe erano molto ridotte in lunghezza, mentre il corpo era allungato e la coda era ancora più lunga.

## Classificazione
Descritto per la prima volta da Harry Govier Seeley nel 1881, questo animale è una delle numerose lucertole marine rinvenute in strati del Cretaceo superiore nel giacimento di Komen, in Slovenia. L'Adriosauro è classicamente considerato un membro della famiglia dei dolicosauridi, ma recenti analisi filogenetiche hanno dimostrato che questo gruppo è composto da una serie di forme via via più evolute, e quindi non riconducibile a un'entità tassonomica distinta. L'Adriosauro è considerato vicino all'origine dei serpenti, evolutisi probabilmente da lucertole varanoidi semiacquatiche.